# Městský hřbitov ve Vysokém Mýtě
Městský hřbitov ve Vysokém Mýtě je hlavní městský hřbitov v Vysokém Mýtě, v městské části Litomyšlské Předměstí. Nachází se na východním okraji města mezi ulicemi Milíčova a Brandlova. Jeho součástí je rovněž urnový háj.

## Historie

### Vznik
Hřbitov byl zřízen okolo roku 1893 na velkém obdélníkovém pozemku na okraji města ve směru na Litomyšl, na tzv. Litomyšelském Předměstí, jako nový městský hřbitov náhradou za původní, a v té době již kapacitně nedostačující, pohřebiště u kostela Nejsvětější Trojice vzdáleného jen několik set metrů od nové lokality, které bylo roku 1906 zrušeno. Hlavní vstup byl osazen mohutnou neoklasicistní branou.
Po legalizaci kremace v období První československé republiky byl v místech poblíž hlavní brány vybudován urnový háj. 
Podél zdí areálu je umístěna řada hrobek významných obyvatel města. Pohřbeni jsou na hřbitově i vojáci a legionáři bojující v první a druhé světové válce.

### Po roce 1945
S odchodem téměř veškerého německého obyvatelstva města v rámci odsunu Sudetských Němců z Československa ve druhé polovině 40. let 20. století zůstaly hroby německých rodin opuštěné a bez údržby. 
V Chocni se nenachází krematorium, ostatky zemřelých jsou zpopelňovány povětšinou v krematoriu v Pardubicích či v České Třebové. 

## Osobnosti pohřbené na tomto hřbitově
- Josef Drahoš (1854–1929) – architekt a stavitel
- Jan Bedřich Tůma (1832–1896) – továrník a dlouholetý starosta města
- Rodina Jirečkova: Hermenegild, Noemi a Juliie
- Josef Sodomka ml. (1904–1965) – karosář a konstruktér
- Rudolf Popler (1899–1932) – voják a dostihový jezdec, vítěz Velké pardubické
- Václav Peřina (1904–1979) – malíř
- Kamil Ossendorf (1908–1994) – architekt
- Alois Vojtěch Šembera (1807-1882) - lingvista, slavista, profesor češtiny na Vídeňské univerzitě, zakladatel české dialektologie

## Galerie

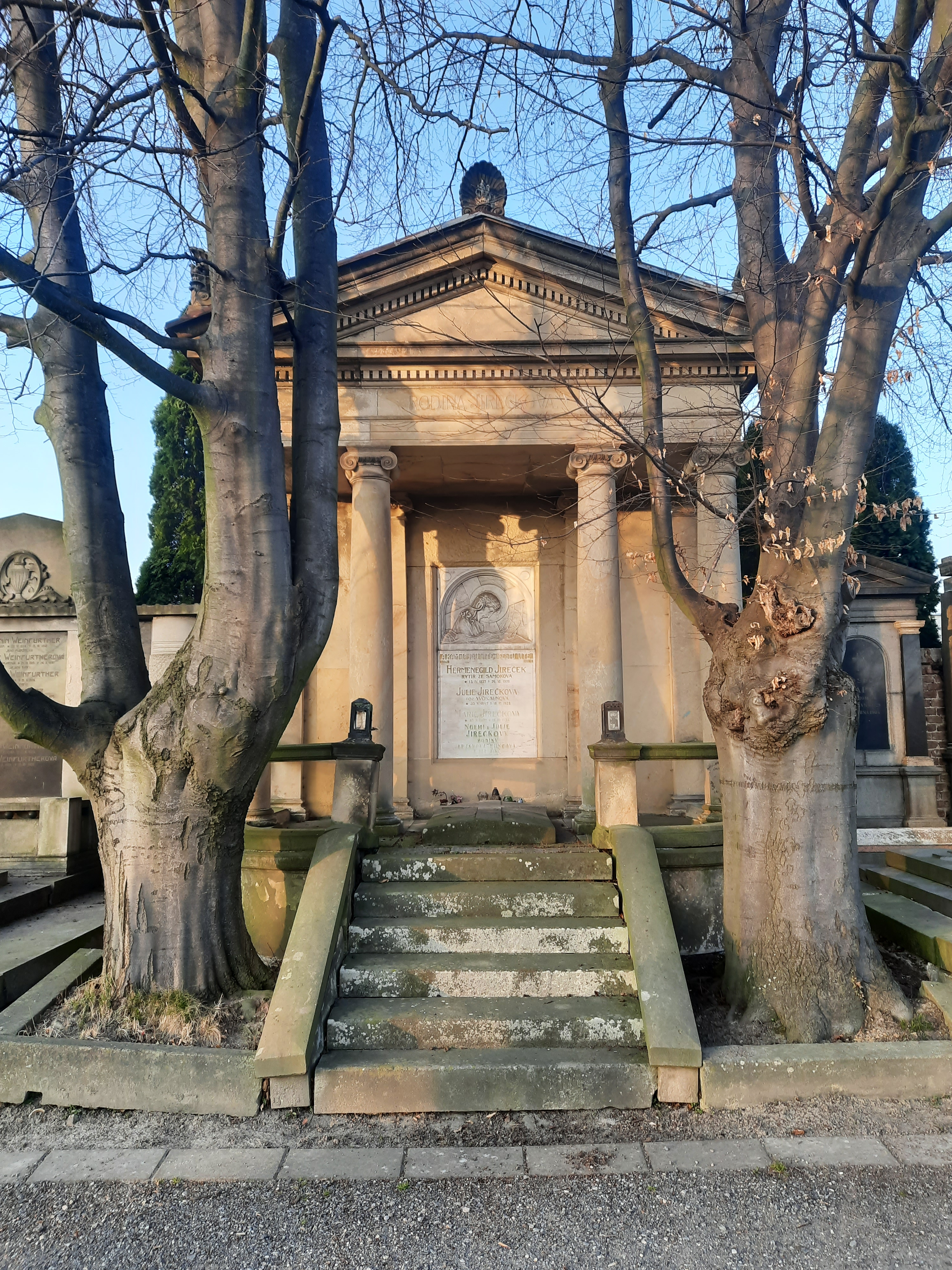
Hrobka rodiny Hermenegilda, Noemi a Julie Jirečkových
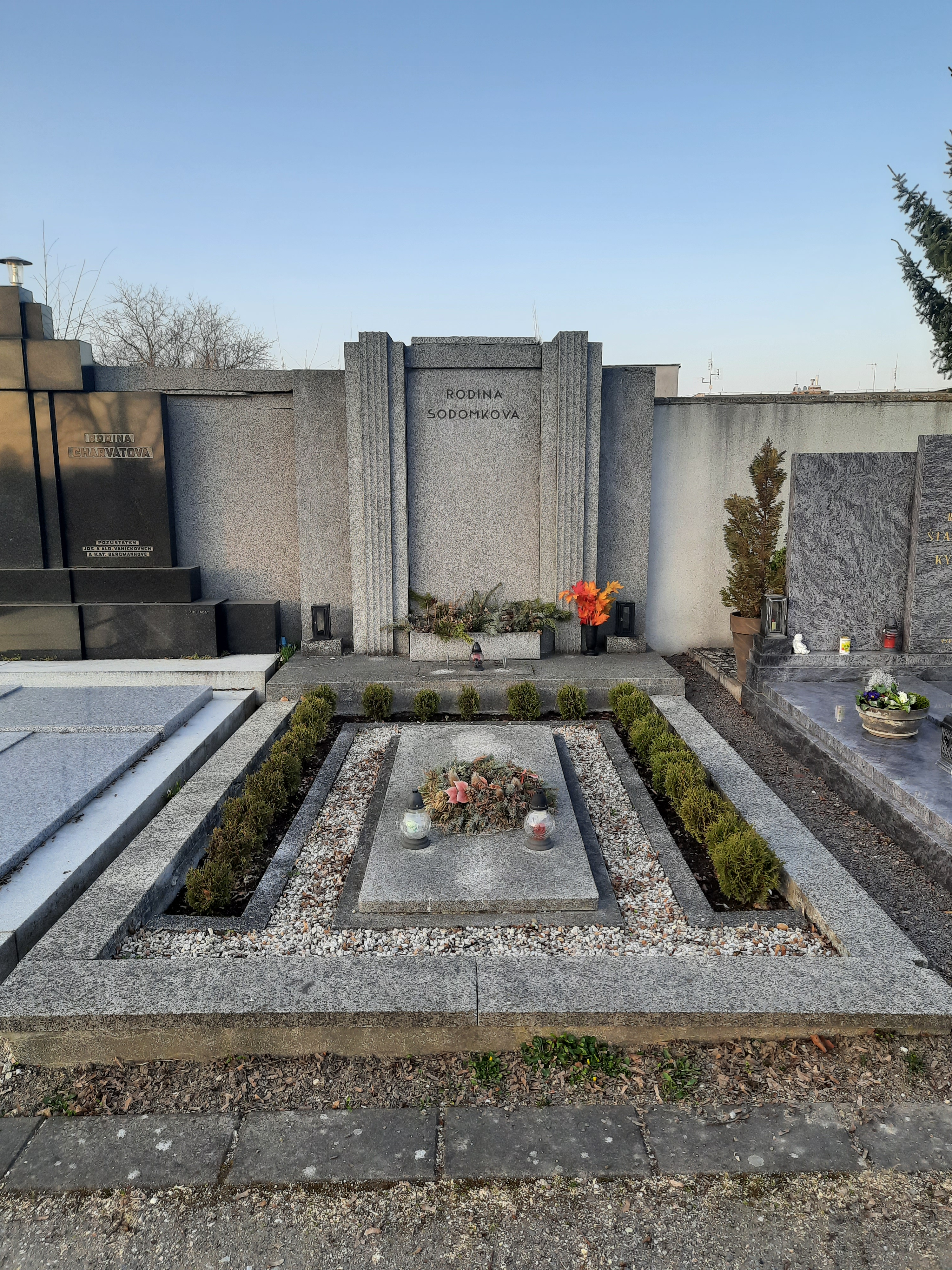
Hrobka rodiny Sodomkovy